# Escut de Formentera

Bandera de Formentera

L'escut i la bandera de Formentera són oficials des de l'any 2010.
La bandera consisteix en la bandera de la Corona d'Aragó, amb l'escut insular superposat i ocupant una posició central. Aquest escut té forma romboide amb fons blau i sobre ell una torre d'or sostinguda per un peu ondulat de plata i flanqueda per dos espigues de blat en color or i, a la part superior, un petit escut quadribarrat.
Superfície rectangular de dues mesures d'alçada per tres d'amplada, amb quatre faixes vermelles d'un gruix 1/9 d'alçària del drap, sobre fons groc. Superposat, l'escut caironat de l'illa sense el timbre (corona mural) i desproveït d'una de les seves càrregues (l'escudet triangular curvilini, redundant amb les quatre faixes vermelles sobre fons groc). L'escut ocuparà la part central de la superfície de la bandera sense arribar a tocar amb els seus vèrtexs les vores superior i inferior, per això, els esmentats vèrtexs guardaran respecte a les vores superior i inferior una divuitena part de l'alçària del drap.